# Експрес (1953)
„Експрес“ (на френски: L'Express) е френски седмичник със седалище в Париж. Седмичникът заема дясноцентристка позиция в политическия ландшафт на френската медийна среда. Списанието има притурка за лайфстайл, L'Express Styles, и притурка с предложения за работа, Réussir. Основан през 1953 г. от Жан-Жак Серван-Шрайбер и Франсоаз Жиру, L'Express може да се счита за първия френски седмичник за новини в американски стил. L'Express е един от трите основни френски седмичници за новини, заедно с Le Nouvel Obs и Le Point, базирани в Париж.